# Enrajolat de l'espai
Un enrajolat de l'espai (anomenat també tessel·lació o pavimentació de l'espai) és un conjunt de políedres adjacents que recobreixen tot l'espai sense deixar forats. En general el nombre de políedres que cal és infinit. Són de particular interès els enrajolats que mostren certa regularitat, com ara els formats per políedres que són tots idèntics entre ells.
A la natura, un exemple de tessel·lació molt regular es dona en els ruscs.

## Exemples
Alguns sòlids tenen la propietat de tessel·lar l'espai si es repeteixen indefinidament en totes les direccions. Entre els sòlids platònics, el cub és l'únic que té aquesta propietat. Altres exemples cal cercar-los en sòlids no platònics, però que tenen en qualsevol cas certa regularitat. També es pot enrajolar l'espai amb la combinació de dos sòlids diferents, llavors els octàedres combinats amb tetràedres poden enrajolar l'espai.

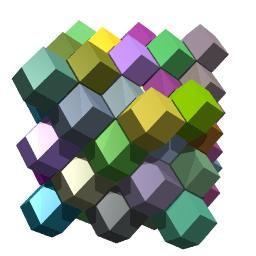
Enrajolat emprant dodecàedres ròmbics.
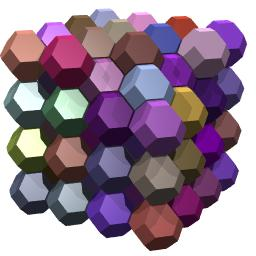
Enrajolat emprant octàedres truncats.
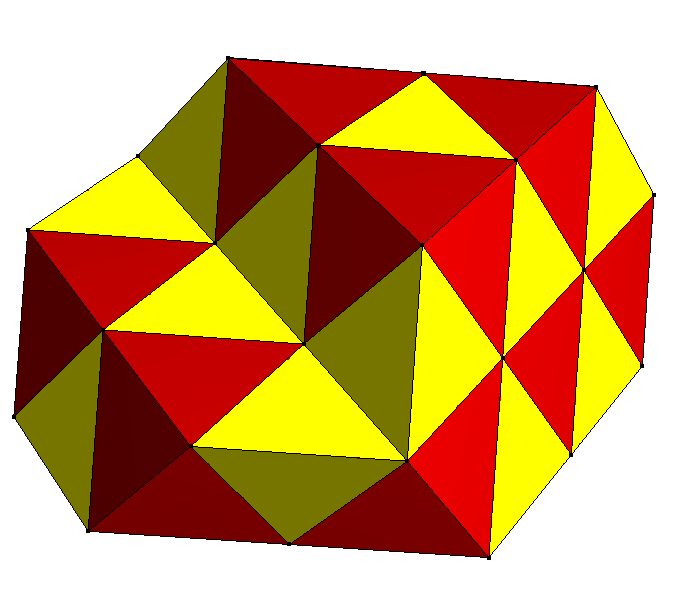
Enrajolat emprant tetràedres i octàedres.
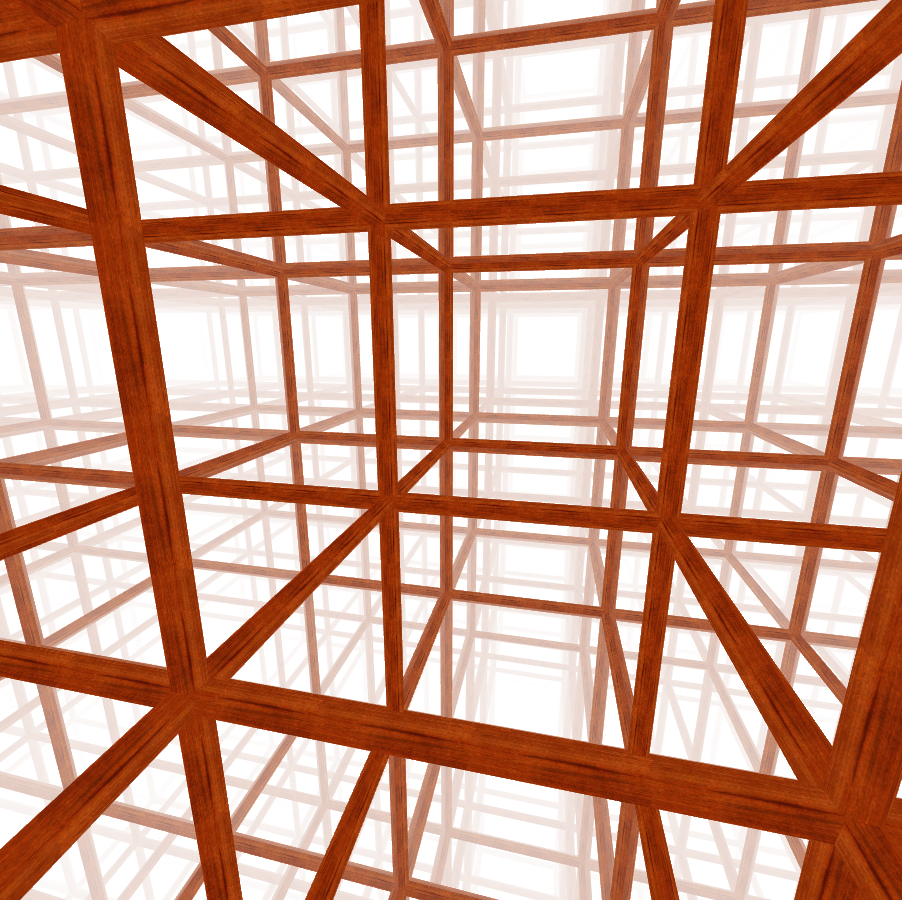
Enrajolat emprant cubs.
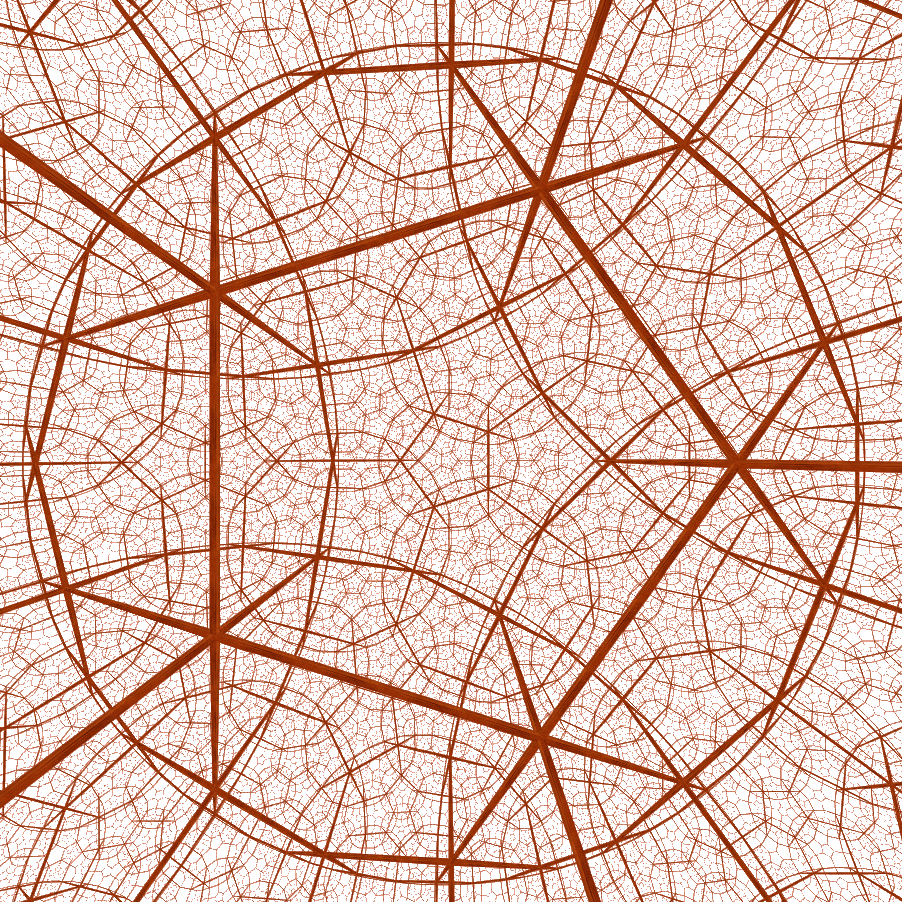
Enrajolat de l'espai hiperbòlic emprant dodecàedres hiperbòlics.
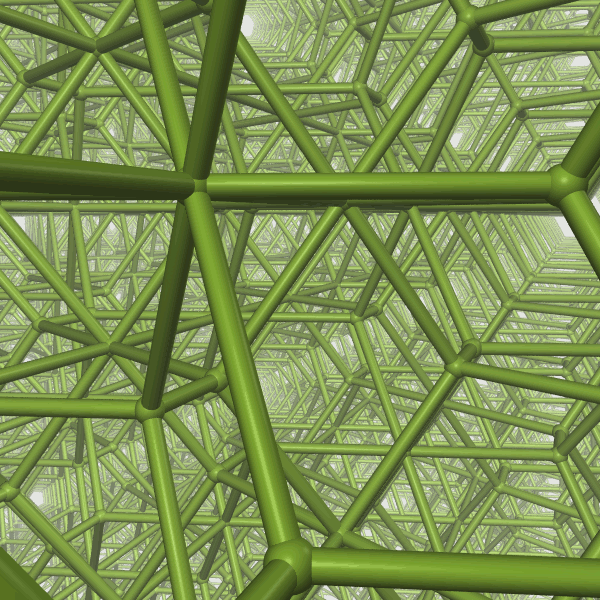
Enrajolat trapezorombicododecàedric

L'últim exemple es refereix a l'espai hiperbòlic: no és possible enrajolar l'espai euclidià ordinari amb dodecàedres regulars.